# Créole bourbonnais
Pour les articles homonymes, voir bourbonnais.
Le créole mascarin ou créole bourbonnais est le tronc commun historique des créoles français parlés dans le sud-ouest de l'Océan Indien : les créoles réunionnais, mauricien, seychellois, rodriguais, agaléen et  chagossien. L'expression désigne ce qu'il y a de commun entre ces différentes langue actuellement mais historiquement l'évolution du proto-créole de l'océan indien avant spécification et stabilisation dans chaque territoire. Le terme proto-créole désigne une période révolue, et n'implique pas forcément de notion de lien entre les différents créoles de la zone donnée, alors que créole bourbonnais peut toujours s'appliquer sur ce qu'il y a de commun entre ces langues actuellement, et cherche à prouver une certaine unité qui pourrait s'expliquer par un proto-créole passé commun.

## Proto-créole
Le proto-créole de cette région s'est formé par le contact des colons blancs originaires de France avec les Malgaches et les esclaves des colons d'origine malgache, africaine et indienne, particulièrement l'île Bourbon (La Réunion), donc le nom pour ce groupe de langues. 

## Histoire
La colonisation française des îles de l'Océan Indien a débuté à Fort-Dauphin en 1642 au sud de Madagascar et s'est poursuivie à La Réunion (appelée l'île Bourbon) peuplée durablement dès 1665. Le créole nés dans ces îles a ensuite essaimé sur l'Île Maurice (l'île de France), l'Île Rodrigues et sur les Seychelles (îles de la Bourdonnais).
Du fait de l'insularité de ces territoires, ces créoles se sont ensuite différenciés. D'autre part, des changements dans l'administration de ces îles (Maurice, Seychelles et Rodrigues sont passés sous la coupe anglaise en 1810) et des influences diverses dues aux migrations de populations ont accentué ces différences. Il devient donc difficile pour chaque population de se comprendre parfaitement.

## Critiques
L'unité des créoles mascarin (ou bourbonnais) a été contestée par l'hypothèse que les créoles de l'Isle de France (mauricien, rodriguais, seychellois, chagossien) ont un type et une origine phylogénétique différente du créole réunionnais. Plus précisément, le système verbal du créole de la Réunion serait basé sur une catégorisation rigide typiquement indo-européenne des lexèmes en parties du discours, tandis que le système verbal des créoles IdeF reposerait sur un régime de relations sémantiques typiquement « afro-français » sans classes syntaxiques. Cette hypothèse a été réfutée en faisant la démonstration que : 
1. les portraits « typologiques » offerts sont basés sur une orientation « truquée » des cadres théoriques utilisés dans chaque cas ;
2. l'idée que les auteurs se font de la typologie des langues ignore tout de la recherche qui se fait dans ce domaine et plus particulièrement, depuis Bopp au moins, dans la genèse de types morphologiques spécifiques ;
3. les prétendus africanismes ne sont en rien typiques des langues africaines ou généralement incompatibles avec l'évolution des langues indo-européennes ;
4. la singularité « lyrique » du portrait du créole de la Réunion disparaît quand on prend comme point de départ de l'analyse des faits basilectaux[5].

La relation typologique et phylogénétique des créoles mascarins (ou créoles bourbonnais) avec les créoles français des Amériques a fait l'objet d'études qui vont dans le sens de l'unité des phénomènes mais qui sont contradictoires quant à leurs origines glottogénétiques.

## Similarités
Certaines tournures sont propres aux créoles mascarins (ou bourbonnais) même si la prononciation finale diffère, par exemple :
- utiliser « gagner » pour « avoir » ou « réussir » : ganÿ/ginÿ (prononcé gain + ille) ou gagne en créole mauricien (prononcé gain + nier)
- le pluriel est indiqué par bande : bann (prononcé ban + n ou ba + ne)
- utiliser le mot français « finn/fine » pour marquer l'accompli en créole mauricien et le terminatif en créole réunionnais.

### Exemple
- en créole mauricien : bannla finn gagn li.
- en créole réunionnais : banna la fine ganÿ alï.
- en français : ils l'ont/ils l'ont déjà eu.